# El pacte (pel·lícula de 2021)
El pacte (originalment en danès, Pagten) és una pel·lícula danesa del 2021 dirigida per Bille August. És un drama basat en les memòries de Thorkild Bjørnvig. El 28 de gener de 2022 es va estrenar el doblatge en català a les sales de cinema.

## Sinopsi
Karen Blixen, de 63 anys, després d'escriure les Memòries de l'Àfrica, decideix tornar a Dinamarca. Allà, la seva vida es veu agitada el dia que coneix el poeta Thorkild Bjørnvig, de 29 anys. Fan un pacte que a ell li permetrà dedicar-se a escriure, però no sap fins a quin punt podrà complir la seva part.

## Repartiment
- Birthe Neumann com a Karen Blixen
- Simon Bennebjerg com Thorkild Bjørnvig
- Nanna Skaarup Voss com a Grete Bjørnvig
- Asta Kamma August com a Benedicte Jensen
- Anders Heinrichsen com a Knud W. Jensen